# Camponotus territus
Camponotus territus är en myrart som beskrevs av Santschi 1939. Camponotus territus ingår i släktet hästmyror, och familjen myror. Inga underarter finns listade.